# شین مک‌من
شین براندن مک‌من (زادهٔ ۱۵ ژانویهٔ ۱۹۷۰) یک بازرگان و کشتیگیر حرفه‌ای امریکایی است. او معاون اجرایی کمپانی آیدیانمیکس است. همچنین مالک اقلیت و تهیه‌کنندهٔ دبلیودبلیوئی است.